# Bones (ścieżka dźwiękowa)
Bones – ścieżka dźwiękowa amerykańskiego rapera Snoop Dogga stworzona na potrzeby filmu o tym samym tytule. Album wydano 9 października 2001 r. nakładem wytwórni Doggy Style Records i Priority Records. Producentem jest sam Snoop Dogg.

## Lista utworów
1. "Birth of Jimmy Bones" - Snoop Dogg (produced by Snoop Dogg & Fredwreck)
2. "Legend of Jimmy Bones" - Snoop Dogg/MC Ren/RBX (produced by Fredwreck)
3. "Lost Angels in the Sky" - Lost Angels/Kokane (produced by DJ Battlecat)
4. "Ballad of Jimmy Bones" - LaToiya Williams (produced by Soopafly)
5. "Dogg Named Snoop" - Snoop Dogg/Tray Dee (produced by Mel-Man)
6. "This Is My Life" - Kedrick/C.P.O. (produced by DJ Battlecat) - zawiera sample z utworu "Everybody Loves The Sunshine" Roya Ayersa
7. "It's Jimmy" - Kurupt/Roscoe (produced by Fredwreck)
8. "Raise Up" - Kokane (produced by Fredwreck)
9. "These Drugs" - D12 (produced by Eminem, Jeff Bass & DJ Head)
10. "Death of Snow White" - Snoop Dogg/Bad Azz/Chan/Coniyac (produced by Francisco Rodriguez)
11. "If You Came Here To Party" - Snoop Dogg/Tha Eastsidaz/Kola (produced by Warren G)
12. "Fuck With Us" - Kurupt/Tray Dee/Xzibit (produced by Fredwreck)
13. "Jimmy's Revenge" - Snoop Dogg/Soopafly (produced by Fredwreck) - zawiera sample z utworu "Payback" Jamesa Browna
14. "Be Thankful" - William DeVaughn
15. "F-It-Less" - FT (Fuck That) (produced by Domingo)
16. "Gangsta wit It" - Snoop Dogg/Nate Dogg/Butch Cassidy (produced by DJ Battlecat)
17. "Memories" - Cypress Hill (produced by DJ Muggs)
18. "Endo" - Snoop Dogg/Fredwreck (produced by Fredwreck)
19. "Fresh and Clean" (Remix) - Snoop Dogg/Outkast (produced by Earthtone III)

### Bonus
1. "Bones Opening" (01:23)
2. "Bones Death" (02:54)
3. "Seance" (02:27)
4. "Revenge Lupovic" (01:57)
5. "Return to House" (02:43)
6. "Necropolis" (02:31)
7. "In Haunted House" (02:39)
8. "Revenge Shotgun" (01:58)
9. "Bones Rises" (02:19)
10. "Tia Feeds Dog" (01:06)
11. "Neighborhood Goes Bad" (01:13)
12. "In the Cellar" (01:32)
13. "Revenge Eddie Mac" (01:41)
14. "Finding Jimmy Bones" (02:48)
15. "Sacrificed & Necropolis" (03:27)
16. "We Survived" (01:04)

## Pozycje na listach
| Notowania              | Pozycja |
| ---------------------- | ------- |
| Billboard 200          | # 39    |
| Top R&B/Hip-Hop Albums | # 14    |
| Top Soundtracks        | # 4     |